# Narín (Rússia)
|  | No s'ha de confondre amb Narín. |

Narín (en rus: Нарын) és un poble de la República de Buriàtia, a Rússia, segons el cens del 2020 tenia 340 habitants.